# Springville (Alabama)
Springville é uma cidade  localizada no estado americano de Alabama, no Condado de St. Clair.

## Demografia
Segundo o censo americano de 2000, a sua população era de 2521 habitantes.
Em 2006, foi estimada uma população de 3313, um aumento de 792 (31.4%).

## Geografia
De acordo com o United States Census Bureau, a localidade tem uma área de 16,6 km², sem área coberta por água. Springville localiza-se a aproximadamente 199 m acima do nível do mar.

## Localidades na vizinhança
O diagrama seguinte representa as localidades num raio de 16 km ao redor de Springville.